# Luca Ansoldi
Luca Ansoldi (* 5. Januar 1982 in Meran) ist ein italienischer Eishockeyspieler, der seit 2016 erneut beim HC Meran in der Serie B unter Vertrag steht.

## Karriere
Luca Ansoldi begann seine Karriere als Eishockeyspieler beim AHC Latsch Vinschgau, für den er in der Saison 1998/99 sein Debüt in der Serie A2 gab. Anschließend wechselte er zum HC Meran, für den er die folgenden fünf Jahre in der Serie A1 unter Vertrag stand. Im Sommer 2004 wechselte der Angreifer zu Ritten Sport, mit dem er in der Saison 2005/06 Italienischer Vizemeister wurde. Anschließend wechselte er zu deren Ligarivalen SG Cortina, mit dem er 2007 erstmals in seiner Laufbahn Italienischer Meister wurde. Nach dem Erfolg verließ der Rechtsschütze den Club und unterschrieb beim HC Bozen, mit dem er 2007 und 2008 jeweils die Supercoppa Italiana, 2008 und 2009 die italienische Meisterschaft, 2008 den Messecup sowie 2009 die Coppa Italia gewann.
Ab der Saison 2009/10 spielte er wieder für Ritten Sport. Im Sommer 2011 machte er von seiner Ausstiegsklausel Gebrauch und wechselte zu Hockey Milano Rossoblu in die zweite italienische Liga. Dort war er zwei Saisonen Assistenzkapitän und stieg 2012 mit den Mailändern als Meister der Serie A2 in die höchste Liga auf. Im Sommer 2013 kehrte Ansoldi abermals zu Ritten Sport zurück und wurde mit dem Klub 2014 und 2016 erneut italienischer Meister und 2014 und 2015 auch Pokalsieger. 2016 wechselte er zum HC Meran zurück, der inzwischen in der zweitklassigen Serie B spielt.

### International
Für Italien nahm Ansoldi an den U18-Junioren-B-Weltmeisterschaften 1999 und 2000 sowie den U20-Junioren-Weltmeisterschaften der Division I 2001 und 2002 teil. Des Weiteren stand er im Aufgebot Italiens bei den Weltmeisterschaften der Division I 2005, 2009 und 2011 sowie der Top-Division 2006, 2007, 2008, 2010 und 2012. Auch bei den Olympischen Winterspielen in Turin 2006 und dem Qualifikationsturnier für die Spiele in Vancouver 2010 vertrat er seine Farben.

## Erfolge und Auszeichnungen
| - 2006 Italienischer Vizemeister mit Ritten Sport - 2007 Italienischer Meister mit SG Cortina - 2007 Sieger Supercoppa Italiana mit dem HC Bozen - 2008 Italienischer Meister mit dem HC Bozen - 2008 Sieger Supercoppa Italiana mit dem HC Bozen - 2008 Messecup-Gewinn mit dem HC Bozen - 2009 Italienischer Meister und Pokalsieger mit dem HC Bozen | - 2009 Sieger Supercoppa Italiana mit Ritten Sport - 2010 Italienischer Pokalsieger mit Ritten Sport - 2012 Meister der Serie A2 mit Hockey Milano Rossoblu - 2012 Aufstieg in die Serie A1 mit Hockey Milano Rossoblu - 2014 Italienischer Meister und Pokalsieger mit Ritten Sport - 2015 Italienischer Pokalsieger mit Ritten Sport - 2016 Italienischer Meister mit Ritten Sport |

### International
- 2005 Aufstieg in die Top-Division bei der Weltmeisterschaft der Division I, Gruppe B
- 2009 Aufstieg in die Top-Division bei der Weltmeisterschaft der Division I, Gruppe B
- 2011 Aufstieg in die Top-Division bei der Weltmeisterschaft der Division I, Gruppe A